# Каманда ва Каманда, Жерар
Жерар Каманда ва Каманда (фр. Gérard Kamanda wa Kamanda; 10 декабря 1940, Киквит, провинция Квилу, Бельгийское Конго — 21 января 2016, Киншаса, Демократическая Республика Конго) — заирский государственный деятель, министр иностранных дел Республики Заир (1982—1983, 1995—1996 и 1996—1997).

## Биография

### Образование и адвокатская карьера
Изучал греческий и латынь в мссионерской школе иезуитов в колледже св. Игнатия в Киниати, а затем в колледже Богоматери в Мбанза-Бома. В 1959 г. получил степень бакалавра центрального Королевского атенея в Леопольдвиле и продолжил обучение в Университете Лованиум (ныне Университета Киншасы), по окончании которого получил степень факультета философии и филологии, а также диплом юридического факультета. Также прошел стажировку в области государственного управления и публичного права в Институте Брукингса в Вашингтоне, под эгидой Агентствf США по международному развитию USAID.
Работал адвокатом в Апелляционном суде Киншасе, в 1965 г. стал членом Национальной ассоциации адвокатов, а с 1987 г. — адвокатом в Верховном суде, став в итоге деканом Совета адвокатов Верховного суда.
В 1990 г. он был удостоен звания почетного доктора Государственного университета Порт-о-Пренса, Гаити.
Являлся автором нескольких монографий в области права и внешней политики.

### Политическая карьера
Его политическая карьера пришлась на период правления авторитарного лидера Заира Мобуту Сесе Секо. Находился на внешнеполитической работе.
- 1967—1972 гг. — начальник канцелярии Генерального секретаря Организации Африканского Единства (ОАЕ) в Аддис-Абебе,
- 1972—1978 гг. — заместитель Генерального секретаря ОАЕ, курировал экономические и социальные вопросы (1972—1974), науку и культуру (1974) и административные и финансовые вопросы (1974—1978),
- 1978—1979 гг. — постоянный представитель Заира при Европейском Союзе и при отделении ООН в Женеве,
- 1979—1983 гг. — постоянный представитель Заира в Организации Объединенных наций.

В 1982—1983, 1995—1996 и 1996—1997 гг. он занимал пост заместителя премьер-министра и министра иностранных дел Республики Заир.
- 1984—1985 гг. — министр юстиции и генеральный прокурор Заира,
- 1986—1989 гг. — Генеральный секретарь партии Народное движение революции,
- 1990 г. — председатель Судебного совета,
- 1991—1992 гг. — пресс-секретарь Священного союза оппозиции (l’Union Sacrée de l’opposition),
- 1992—1994 гг. — председатель Комитета по иностранным делам Национального законодательного совета (парламента) Заира,
- 1994—1995 гг. — заместитель премьер-министра, министр юстиции и генеральный прокурор Заира,
- 1995—1996 гг. — заместитель премьер-министра и министр внутренних дел.

После падения режима Мобуту в 1997 г. он с семьей переехал во Францию, где он получил статус политического эмигранта с 1997 по 2003 г., участвовал в межконголезских политических переговоров в Сан-Сити и Претории, Южная Африка. Принимал участие в качестве главы делегации «внешней» оппозиции, представители которой проживали во Франции, под руководством президента Единого фронта Национальной коалиции демократической альтернативы.
В 2003—2005 гг. занимал пост министра научных исследований и технологий в переходном правительстве ДРК.
В 2006 г. баллотировался на пост президента Демократической Республики Конго от Единого национального фронта, делая упор на развитие науки и технологий. В ходе кампании неоднократно отмечал нарушения процедуры проведения выборов. По итогам голосования набрал менее 3% голосов избирателей.

## Награды и звания
Кавалер французских орденов «За Заслуги», рыцарь ордена Почетного легиона (1990): заирского ордена Леопарда.